# Sulpicio Apollinare

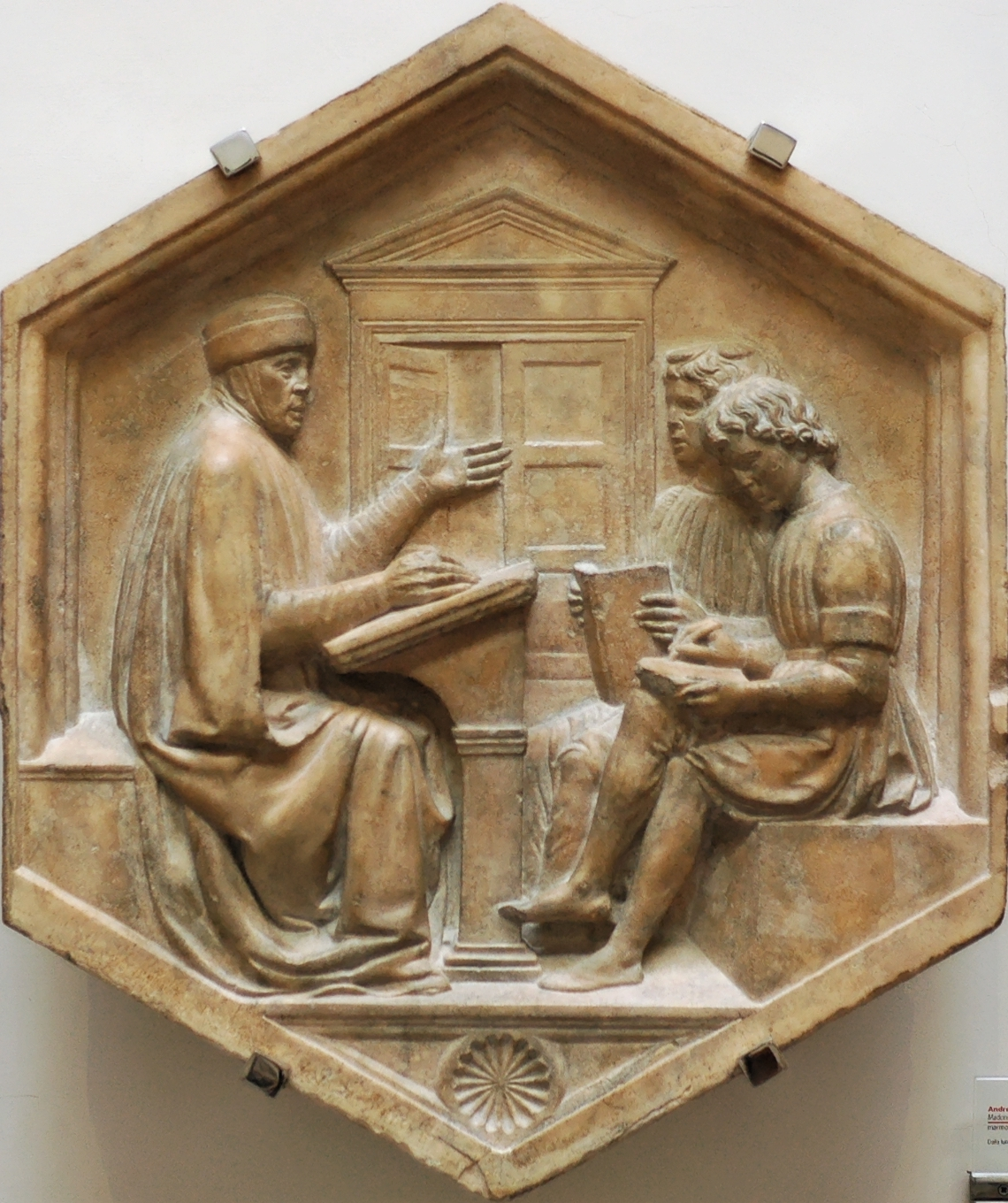
Grammatico e allievo, formella di Luca della Robbia

Sulpicio Apollinare (in latino Sulpicius Apollinaris; Cartagine, metà II secolo d.C. – ...) è stato un grammatico romano, forse di origine africana.

## Biografia
Fu maestro di Aulo Gellio, che lo cita nelle Noctes Atticae e di Elvio Pertinace, il quale, prima di essere acclamato imperatore nel 192 in seguito alla morte di Commodo, fu lui stesso un grammatico. 

## Opere
Sappiamo che compì studi significativi sulla metrica di Virgilio, del quale apprezzò soprattutto l'Eneide, e delle commedie di Terenzio e Plauto. Dalle citazioni di Gellio, comunque, appare soprattutto come un linguista e grammatico, più che editore e filologo.
In questo senso, ci restano le periochae (riassunti) in versi delle commedie di Terenzio ; un epigramma in 3 distici elegiaci sulla conservazione della Eneide, citato da Elio Donato nella sua Vita di Virgilio; gli argumenta (riassunti) dei singoli libri, per un totale di 78 versi divisi in sestine esametriche : tuttavia, «per la loro grossolanità e i loro errori d'interpretazione, non possono risalire al medesimo esimio grammatico, che ha scritto i gustosi argumenta delle commedie terenziane».